# Blinka lilla stjärna (film)
Blinka, lilla stjärna är en lundensisk karnevalsfilm från 1998 i regi av Magnus Erlandsson, samt med manus av denne tillsammans med Sven Dahlberg och Fritte Fritzson.

## Handling
Blinka, lilla stjärna är en science fiction-parodi där den ondskefulle universums härskare försöker stjäla alla jordmänniskors samlade kunskap för att fullkomna sin maktställning. Tre av hans hejdukar sänds till jorden, men då en av dem, Bob, konfronteras med det för rymdvarelserna okända fenomenet kärlek i form av astronomistudenten Stella, ställs planerna på ända.

## Om filmen
Filmen spelades delvis in i tomma lokaler på Sankt Lars sjukhusområde, i vilka bland annat en rymdskeppsinteriör byggdes upp. Andra scener togs bland annat på dåvarande observatoriet, Lunds konsthall, Johan Henrik Thomanders studenthem och uppe på taket på centralblocket till Universitetssjukhuset i Lund.
Detta var både den sista karnevalsfilmen att spelas in på traditionell fotografisk film (senare alster i genren har spelats in digitalt) och den sista i vilken lundalegenden Folke Lindh – vilken debuterat redan i karnevalsfilmen 1954 – medverkade. Och ibland övriga mer bemärkta medverkande, där märktes Fritte Friberg i rollen som Stellas far.
Merparten av aktörerna i de större rollerna hade sin bakgrund i Lunds nya Studentteater, Jesperspexet och Boelspexarna.

## Rollista
- Johanna Skobe – Stella
- Johanna Böhm – Rebecka
- Pål Katsler – Bob
- Anna Josefsson – Julia
- Victor Björnberg – Malkolm
- Markus Persson – Sektledare
- Fredrik Fritzson – Universums härskare
- Patrik Edén – Adjutant
- Anna Arnman – Galaxrådsmedlem
- Albert Balkay – Galaxrådsmedlem
- Tomasine Beckman-Edén – Galaxrådsmedlem
- Sven Dahlberg – Galaxrådsmedlem
- Christian Godden – Galaxrådsmedlem
- Fredrik Tersmeden – Galaxrådsmedlem
- Fritte Friberg – Stellas pappa
- Marit Helander – Stellas mamma
- Folke 'Spuling' Lindh – Stellas morfar
- Carmen Renthaler – Carmen
- Lovisa Lassen – Lovisa
- Jens Haglund – Jens
- Henrik Börjesson – Vetenskapsman
- Jan Aldosson – Astronomiföreläsare
- Bent Poulsen – Werner-Weip Rasmusen
- Magnus Erlandsson – Konstkritiker

### Övriga
- Pelle Garvell – Sektmedlem
- Tomas Jansson – Sektmedlem
- Johan (Lindesvärd) Natt och Dag – Sektmedlem (som Johan Lindesvärd)
- Johannes Lindh – Sektmedlem
- Per Marklund – Sektmedlem
- Hampus Stenberg – Sektmedlem
- Karl Löfqvist – Bilförare (som Kalle Löfqvist)